# Линделёф, Эрнст Леонард
Эрнст Леонард Линделёф (1870—1946) — финский математик. Сын Лоренца Линделёфа. Окончил Императорский Александровский университет (1890), учился также в Гёттингене и Париже (1893—1894), в Стокгольме (1901). Работал в Гельсингфорсском (впоследствии — Хельсинкском) университете (в 1903—1938 — профессор). В 1934 — непременный секретарь Финского научного общества.
Основные работы в области теории дифференциальных уравнений, теории рядов и теории аналитических функций. Ряд работ посвящён теории конформных отображений. Важную роль сыграла его книга «Исчисление вычетов и его применения к теории функций» (1905). Работал также в области истории математики. Автор учебников по высшей математике.